# Католицька церква в Болгарії
Като́лицька це́рква в Болга́рії — друга християнська конфесія Болгарії. Складова всесвітньої Католицької церкви, яку очолює на Землі римський папа. Керується конференцією єпископів. Станом на 2004 рік у країні нараховувалося близько 74 000 католиків (0,93% від усього населення). Існувало 3 діоцезій, які об'єднували 56 церковних парафій.  Кількість  священиків — 52 (з них представники секулярного духовенства — 17, члени чернечих організацій — 35), постійних дияконів — 0, монахів — 43, монахинь — 87. Представлена двома гілками — західного та східного обряду.

## Діоцезії
Територіально римо-католицька церква поділена на дві дієцезії — Софійсько-пловдивську, що охоплює південну частину країни та Нікопольська, що охоплює північну частину країни. Католицька церква східного обряду (Болгарська католицька церква) представлена єдиним єкзархатом із центром у Софії. Керівним органом католицької цекрви у Болгарії є Міжритуальна єпископська конференція в Болгарії (болг. Междуритуална епископска конференция в България, лат. Conferentia episcoporum Bulgariæ).